# ولی فارمز (آریزونا)
ولی فارمز (به انگلیسی: Valley Farms) یک منطقهٔ مسکونی در ایالات متحده آمریکا است که در شهرستان پاینال، آریزونا واقع شده‌است. ولی فارمز ۴۵۱٫۱۱ متر بالاتر از سطح دریا واقع شده‌است.